# Krasnyj Kavkaz
Krasnyj Kavkaz byl těžký křižník třídy Světlana, jež byla původně stavěna pro Ruské carské námořnictvo, ale nakonec byly tři její jednotky, po mnohaletém zpoždění, dokončeny pro Sovětské námořnictvo. Jediný Krasnyj Kavkaz byl dostavěn v podobě těžkého křižníku a později byl nasazen ve druhé světové válce.

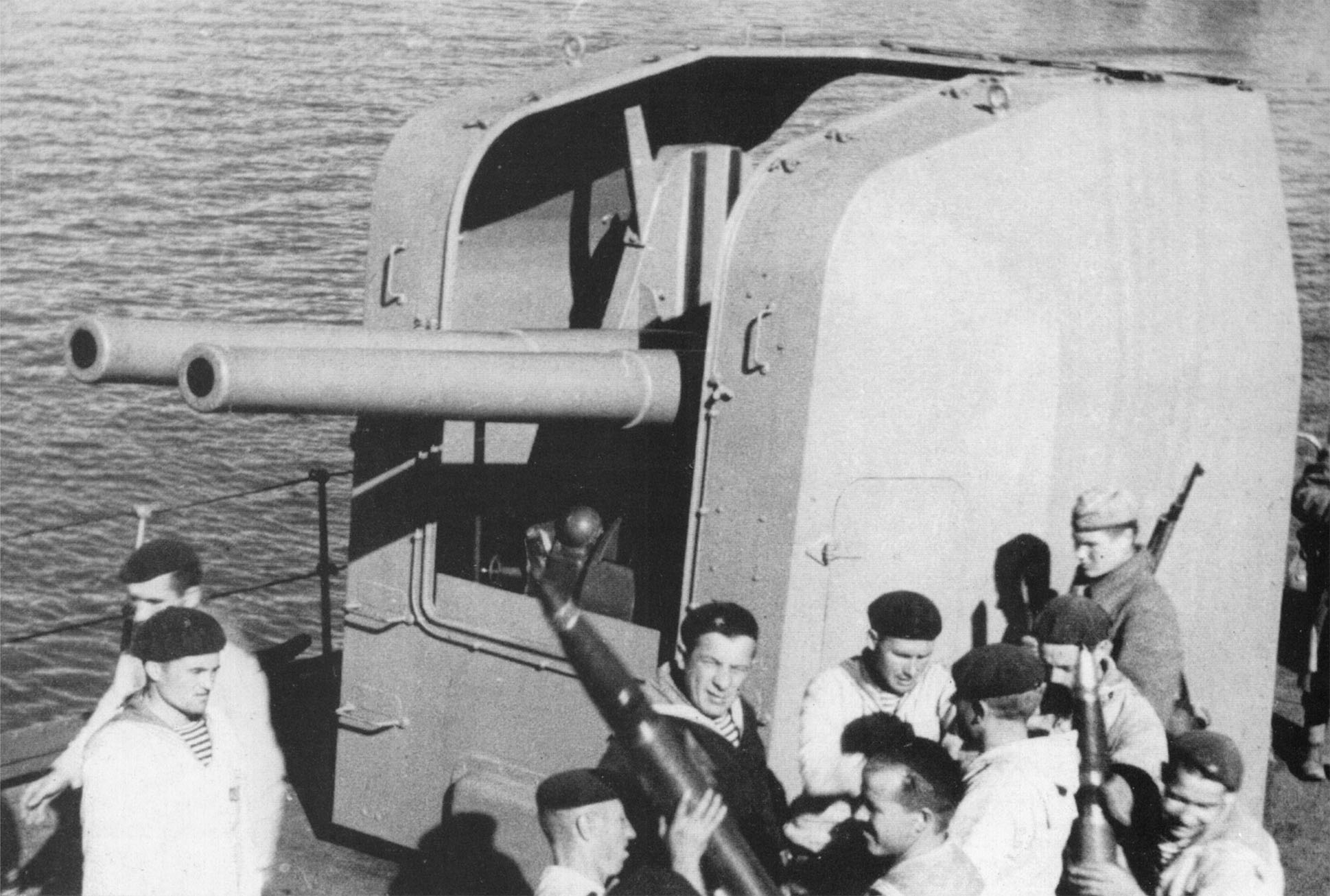
Dvoudělová věž se 100mm kanóny

Křižník byl původně stavěn pod názvem Admiral Lazarev pro Ruské carské námořnictvo. Stavba lodi začala v roce 1913 v loděnicích v Nikolajevě, v roce 1916 byl trup lodi spuštěn na vodu, ale v následujícím roce stavbu lodi na deset let přerušila únorová revoluce. Až v polovině 20. let se situace Sovětského námořnictva natolik zlepšila, že bylo rozhodnuto, v rámci prvního pětiletého plánu obnovy flotily, dostavět podle vylepšených plánů tři z křižníků třídy Světlana, včetně Admirala Lazareva, který obdržel nové jméno Krasnyj Kavkaz. Na rozdíl od sesterských lodí Krasnyj Krym a Červona Ukrajina byl ovšem dostavěn jako těžký křižník, vyzbrojený čtyřmi 180mm kanóny ve čtyřech dělových věžích. Do služby byl křižník zařazen v roce 1932.
Za druhé světové války operoval Krasnyj Kavkaz v rámci Černomořského loďstva a podílel se zejména na obraně sovětských přístavů Oděsa, Sevastopol a Novorossijsk. Za války již nesl zesílenou výzbroj. Počet děl hlavní ráže a torpédometů byl stejný, menší ráže však tvořilo 12 kusů 100mm kanónů v šesti věžích, dva 76,2mm kanóny, 10 kusů 37mm kanónů a šest 12,7mm kulometů. Válku přečkal a do roku 1950 byl používán jako cvičné plavidlo. V roce 1956 byl potopen při zkouškách protilodní střely SS-N-1.